# Triptyque de la Crucifixion
Le Triptyque de la Crucifixion (en allemand : Kreuzigungstriptychon) est un triptyque peint par Rogier van der Weyden de 1440 à 1445, conservé au Musée d'Histoire de l'art de Vienne, en Autriche.

## Description
Initialement le tableau était probablement peint sur un seul panneau puis il fut découpéen trois parties pour former un triptyque : 96 × 69 cm pour le panneau central, 101 × 35 cm pour chacun des volets.
Le panneau central  représente Jésus mort en croix dont les extrémités du périzonium flotte au vent, sur fond d'un paysage avec la ville de Jérusalem. Au pied de la croix à gauche, l'apôtre Jean en rouge soutient Marie en bleu, la mère de Jésus, qui enlace, à genoux, la base de la croix (un geste souvent attribué à  Marie Madeleine dans les représentations picturales de l'époque) qui reçoit le sang coulant des plaies de son fils. Au pied de la croix à droite, très près de la scène, sont représentés les donateurs  (dont Rogier van der Weyden lui-même) priant à genoux.
Le  volet de gauche représente Marie Madeleine en pleurs portant le pot de nard. En regard, sur le volet de droite, Véronique apparaît portant son voile sur lequel figure le visage de Jésus. Ces deux femmes symbolisent deux notions centrales du christianisme : Marie Madeleine incarne la Compassion, tandis que Véronique représente l'Adoration. Des anges, représentés en grisaille, surmontent les personnages dans chacun des panneaux  en reprenant ces notions dans leurs postures.

## Sources
- (de) Cet article est partiellement ou en totalité issu de l’article de Wikipédia en allemand intitulé « Kreuzigungstriptychon (Rogier van der Weyden) » (voir la liste des auteurs).